# ADC Cirrus
ADC Cirrus или Cirrus-Hermes — британский поршневой авиационный двигатель воздушного охлаждения, разработанный и производившийся с середины 1920-х годов компанией ADC Aircraft. Также упоминаются как Blackburn Cirrus,

## История
Компания ADC Aircraft выпускала авиадвигатели под маркой ADC Cirrus вплоть до образования в 1927 году фирмы Cirrus Aero Engines Limited. Позже, в 1931 году, она была выкуплена Cirrus-Hermes Engineering Company и стала называться Cirrus-Hermes. Далее она вошла в состав Blackburn & General Aircraft Limited как её моторостроительное отделение (1934 год) и в таком виде просуществовала до периода после Второй мировой войны.
Первым двигателем Cirrus стал 90-сильный (67 kW) Cirrus I, сертифицированный после 50-часовых испытаний в 1925 году. Эта модель, разработанная Фрэнком Хэлфордом широко использовалась в лёгкой авиации. Её схема (в которой использовался один блок цилиндров от V-образного ADC Airdisco) активно копировалась другими производителями. Последующие модификации, Cirrus II и Cirrus III имели несколько большие рабочий объём и мощность  (Cirrus II — 85 л.с., Cirrus III — 90 л.с.).
Ещё более мощными были моторы нового модельного ряда, Cirrus-Hermes I, II, и IV: от 105 до 140 л.с. Некоторые поздние модификации Cirrus имели перевёрнутую конструкцию.
Двигатель Cirrus III также выпускался в США компанией American Cirrus Engines Inc., (Белвилл, штат Нью-Джерси) (позже A.C.E. Corp, Мэрисвилла, штат Мичиган).

## Модификации

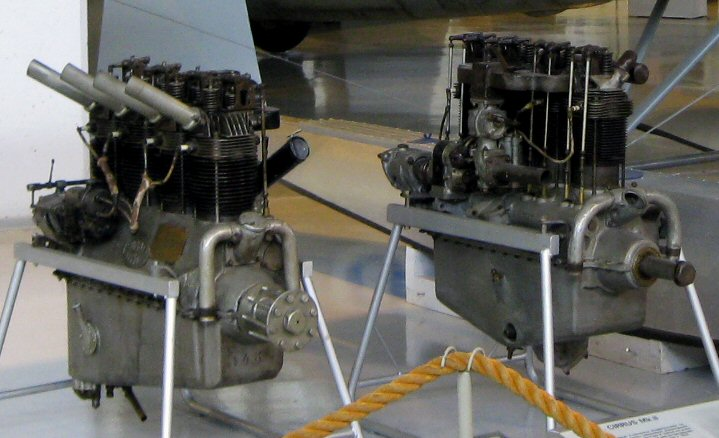
Cirrus Hermes I (слева) и Cirrus III (справа)

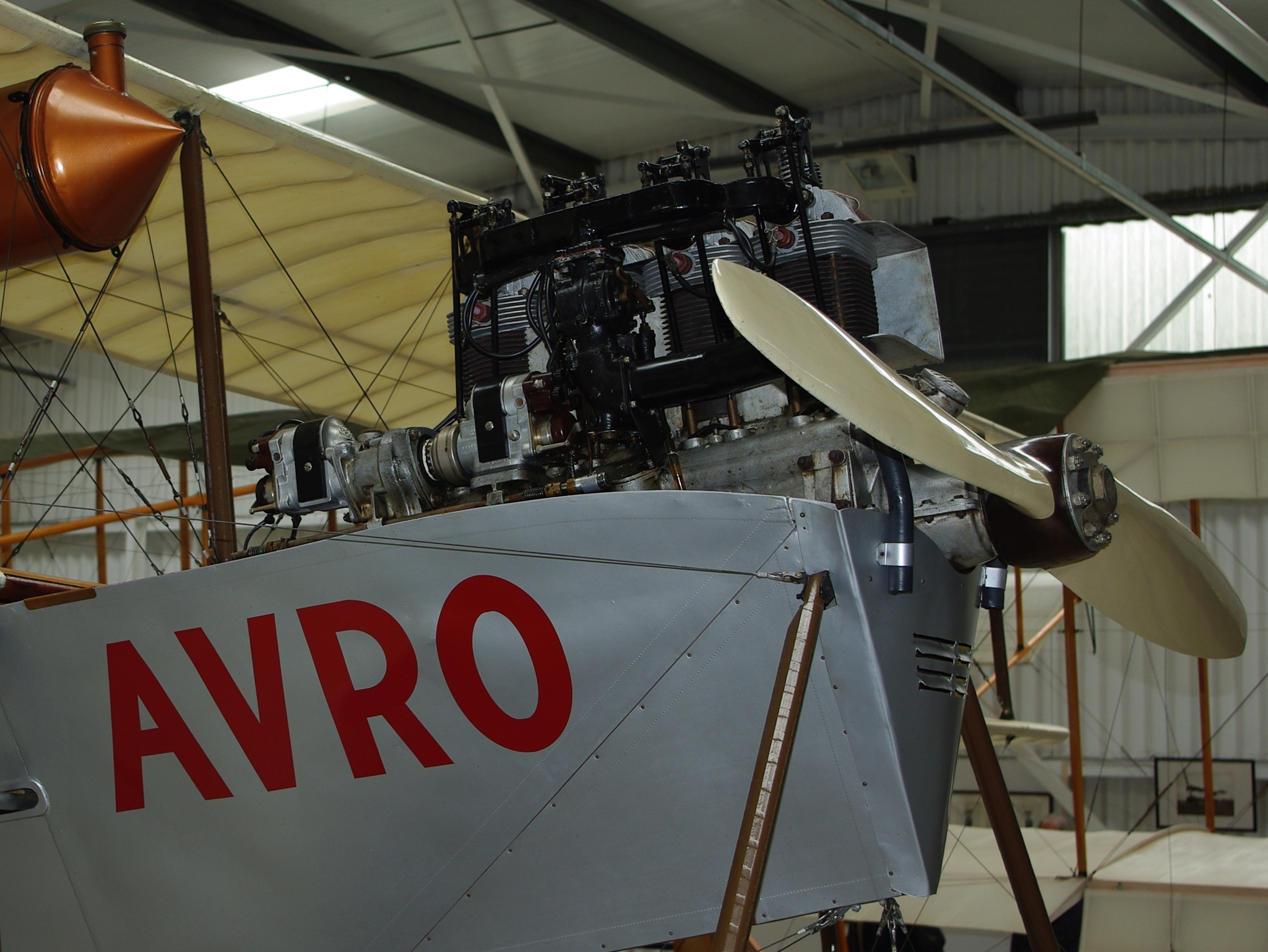
Двигатель Cirrus-Hermes I, установленный на реплике самолёта Roe IV, Собрание Шаттлуорта (Олд Уорден, Бедфордшир)

Cirrus I
(1925)
Cirrus II
(1926)
Cirrus III
(1929)
Cirrus IIIA
(1933)
Cirrus-Hermes I
(1929)
Cirrus-Hermes II
(1930)
Cirrus-Hermes IIB
(1931) перевёрнутый
Cirrus-Hermes IV
(1930)
Cirrus-Hermes IVA
(1929) перевёрнутый
American Cirrus III

American Cirrus III Hi-drive

## Применение
Данные по: Lumsden.

### Cirrus

#### Cirrus I
- Avro Avian
- Avro Baby
- de Havilland DH.60 Moth
- Short Mussel
- Westland Widgeon

#### Cirrus II
- Avro Avian
- de Havilland DH.60 Moth
- de Havilland DH.71 Tiger Moth
- Piaggio P.9
- Short Mussel
- Westland Widgeon
- Bloudek XV Lojze

#### Cirrus III

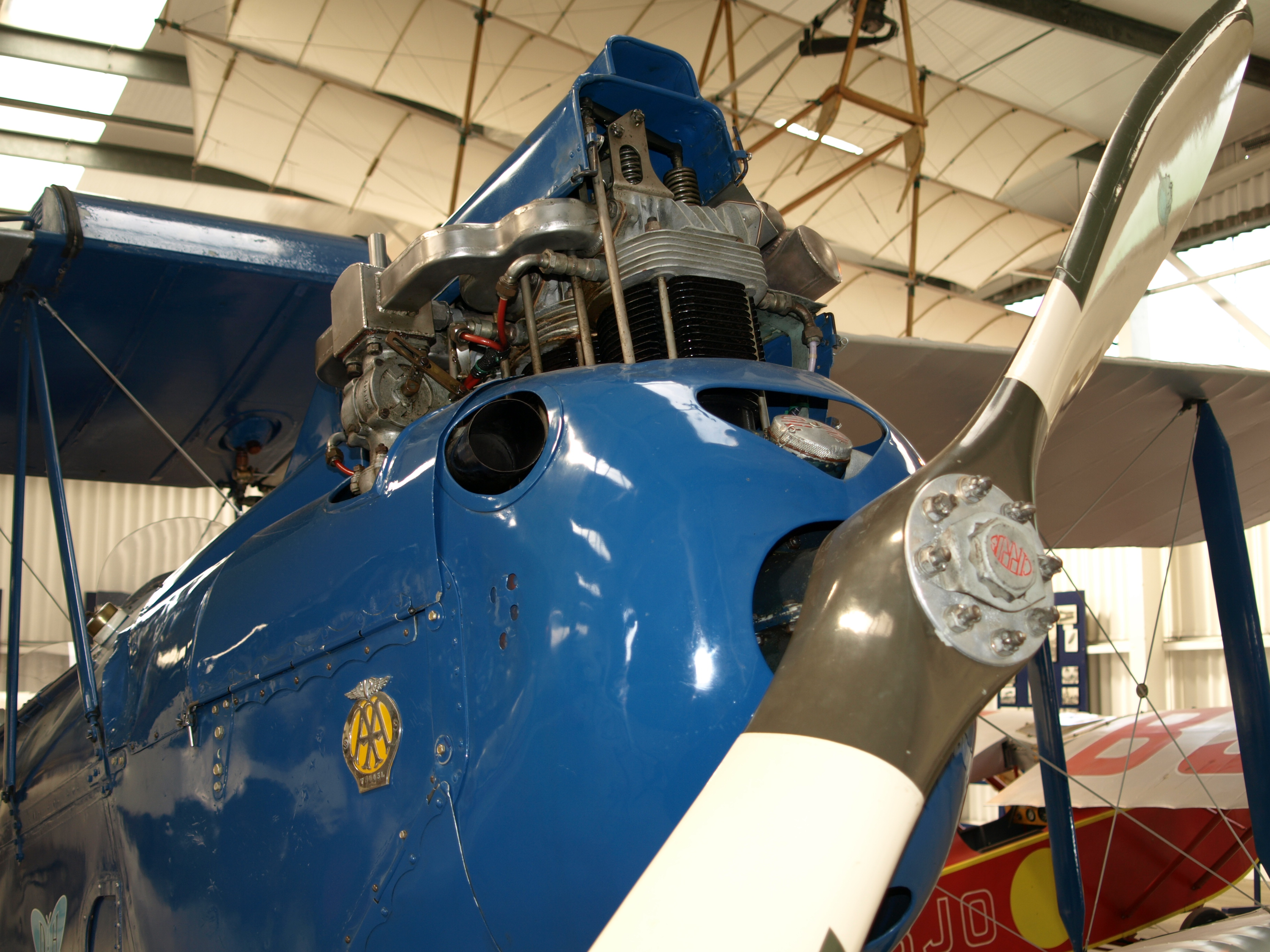
Cirrus III на биплане de Havilland DH.60 Moth.

- Avro Avian
- Blackburn Bluebird
- Cierva C.17
- de Havilland DH.60 Moth
- de Havilland DH.71 Tiger Moth
- Dudley Watt D.W.2
- Emsco B-4 Cirrus
- Koolhoven FK.41[7]
- Klemm L.26
- Klemm L.27
- Short Mussel
- Simmonds Spartan
- Spartan Arrow
- Westland Wessex
- Westland Widgeon

#### Cirrus IIIA
- Miles M.2 Hawk

### Cirrus-Hermes

#### Cirrus-Hermes I
- Avro Avian
- Blackburn Bluebird
- de Havilland DH.60 Moth
- Desoutter I
- Koolhoven FK.41[8]
- Koolhoven FK.42[9]
- Hawker Tomtit
- Hendy 302
- Parnall Elf
- Saro Cutty Sark
- Simmonds Spartan
- Southern Martlet
- Westland Wessex
- Westland Widgeon

#### Cirrus-Hermes II
- Avro Avian
- Blackburn Bluebird
- Desoutter I
- Spartan Arrow
- Spartan Three-Seater
- Westland Widgeon

#### Cirrus-Hermes IIB
- Arrow Active
- BFW M.23
- Klemm L.27
- Koolhoven F.K.44[10]
- Koolhoven F.K.45[11]
- Spartan Three-Seater

#### Cirrus-Hermes IV
- Avro Cadet
- Hendy 302
- Miles M.2 Hawk
- Percival Gull
- Roe IV Triplane replica
- Spartan Cruiser
- Spartan Three-Seater

#### Cirrus-Hermes IVA
- Avro Club Cadet
- Blackburn B-2
- Blackburn Segrave

## Двигатель в экспозициях музеев

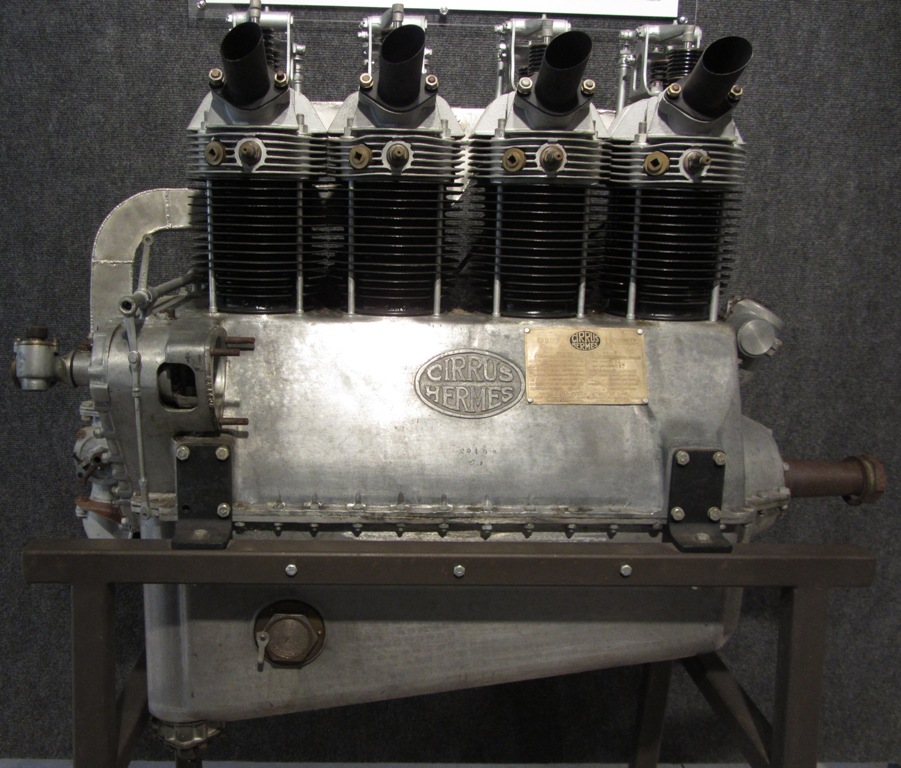
Cirrus Hermes

- Лондонский Музей науки (ADC Cirrus II).
- EAA AirVenture Museum в Ошкоше, штат Висконсин (Cirrus Hermes).